# Повреде нанете петардама
Повреде нанете петардама спадају у групу експлозивних повреда нанетих пиротехничким средствима. Ове повреде иако су често лакше могу бити и тешке, а од њих најчешће страдају деца у време божићних, новогодишњих и других празника. 

## Епидемиологија
Петарде су пиротехнички „изум“, који се састоји од картонске цеве напуњена барутом до пола или мало више, зависно од ефекта ексползије који се жели постићи. На врху петарде налази се фитиљ који када се запали  варницама пали барут и тако настаје експлозија различитог интензитета.
Морбидитет
Сваке године пиротехничка средства, пре свега различите врсте петарди и ватромета, узрок су настанка повреда код десетина хиљада људи широм света, које често остављају озбиљне последице. 
Мушко женски однос
Мушкарци страдају три пута чешће у односу на жене, углавном услед самоповређивања неадекватним руковањем пиротехником, док жене пре свега бивају случајно повређене, на јавним местима и догађајима.
Животна доб
Сваке године, упркос упозорењима лекара и полиције, чујемо вест о макар једном детету које је повредила петарда у Србији. Готово половина повређених има мање од од 16 година старости, а највише се повређују дечаци узраста 10-14 година. Међутим нпр. у Србији има све више мале деце од 5 до 6 година којима родитељи сами дају петарде или нешто слично од пиротехничких средстава. 
Према наводима лекара Клинике за дечју хирургију Института за мајку и дете у Београду, сваке године збрину у просеку  негде између десеторо и петнаесторо деце која задобију повреде пиротехничким средствима...или...у протеклих пет година такве повреде задобило је педесет осморо деце.
Међутим све је већи број и одраслих зрелих људи који завршавају са ампутацијама прстију или више прстију, а понекада и ампутацијом шака, након повреде нанете петардама.

## Узрок
Повреде најчешће настају због:
- неисправних пиротехничких средстава, узрок су сваке треће настале повреде
- нестручног руковања, често и због непрочитаног упутства за употребу, узрок је сваке друге настале повреде,
- неадекватан транспорт и чување пиротехничких средстава.

## Врсте повреда
Најчешће повреде су:
- опекотине – пре свега лица, прстију, шака и ручних зглобова, које чине преко 50% повреда узрокованих пиротехничким средствима,
- делимичне или потпуне ампутације једног или више прстију на рукама.[4]
- повреда очију (опекотине рожњаче или механичка оштећења настала западањем страног тела у око),
- оштећења слуха (пуцање бубне опне).

## Прва помоћ повређенима
Након  повреда нанетих петардом најважније је заштитити повређени део тела што стерилнијим материјалом, а ако се ради о течим повредама и што пре транспостовати повређену особу у најближу хируршку установу где ће се зауставити крварење, спречити појава шока и санирати повреде.

### Лечење опекотина нанетих петардом
Tоплоту и хемијску реакцију изазвијау хемикалије које се налазе у пиротехничким средствима јер се не могу угасити без воде. Ако петарда експлодира у руци или непосредно уз тело, може доћи до опеклина различитог степена.
Опекотине првог степена
Опекотине првог степена су по интензитету благе попут опекотине од сунца, и њих може лечити свако. 
Опекотину прво опрати хладном, а не леденом водом, а затим је покрити стерилним, влажним завојем. Ако је потребно, може се опеченом дати мања доза лека против болова која се продаје без рецепта.
Опекотине другог степена
Опекотине другог степена утичу на више од само горњег слоја коже и често изазивају појаву пликова. Лечење ових опекотина је тежине, и спроводи се тако што се захваћено подручје прво хлади хладном, а не леденом водом 10 минута. 
Када се охлади, опекотина се покрије влажним, стерилним облогама и заштити завојем како би се спречила инфекција. Никако не отварати пликове и не наносити било какву маст. 
Ако је опекотина већа од длана опечена особа, мора се потражи  додатна медицинска помоћ.
Према потреби опеченом дати мању дозу лека против болова која се продаје без рецепта.
Опекотине трећег степена
Ова врста опекотина је оасна по живот и увек захтева стручну медицинску помоћ. Жртва можда не осећа толико бол као код мања опекотина јер су опекотине трећег степена дубоке повреде које оштећују нервне може довести опеченог у заблуду. Одмах позовите хитну помоћ, а у међувремену уклонити сву одећу која додирује опекотину, осим ако се није слепила са захваћеном кожом.
Повреду туширати хладном водом док се не охлади, а најмање 10 минута.
Покрити рану влажном, стерилном облогом, да би се спречила инфекција.
Као и код опекотина другог степена, не бушити пликове нити наносити маст.

### Повреде лица, ока и ува
Као последица висока температура, искре и хемикалије које настају због сагоријевања пиротехничких средстава у близини лица, очију и ува, може доћи до оштећења коже лица, усана, носа, ока и ува, све до слепоће и глувоће.
Повреду лица и/или очију прекрити стерилним материјалом и што пре упутити офталмологу или максилофацијалном хиругу.
Ако варница или комад крхотина доспе у око жртве, покријте око пластичном чашом (или сличним предметом) да би се створила заштита и спречило трење. 
Немојте трљати или испирати око, узимати било какве лекове против болова или наносити маст. Одмах одвезите жртву до најближе медицинске локације.
Повреда ува  настаје као последица детонације петарди и сличних пиротехничких средстава које стварају звук јачине до 120 децибела. У случају ако петарда експлодира близу ува или у затвореном простору, може проузроковати оштећење бубне опне (руптуру) и пад слуха који може бити привремени или трајни.

### Губитак екстремитета
У случају да петарда експодира у шаци током држања у руци, могу настати ампутационе повреде. У случају да је прст на руци на нози уклоње са тела (ампутиран) покрити патрљак влажном стерилном газом, и прекрити стерилним завојем. Преко превијеног патрљка и пешкира ставите кесу са ледом. Стављање дела тела директно на лед може оштетити ткиво.
Одмах одвести жртву до најближе медицинске установе, како би пластични хирург могао правовремено да спаси ампутирани део тела.

## Превенција
Све повред нанета петардама и другим пиротехничким средствима су 100% превентабилне, односно, њихов настанак се може правилном употребом или забраном употребе деци могу спречити.
Како би се избегла или свеле на минимум могуће повреде пиротехничким средствима неопходно је придржавати се следећих савета:
- Не дозволите деци млађој од 5 година да поседују и користе петарде
- Пиротехничка средства увек купујте у овлашћеним продавницама!
- Немојте пиротехничка средства правити самостално, у домаћој радиности!
- Пиротехничка средства треба чувати затворена на тамном и сувом месту, ван домашаја деце!
- Пре употребе увек пажљиво прочитати начин употребе и придржавати се упутстава произвођача!
- Пиротехничка средства користите  само на отвореном, на безбедној удаљености од запаљивих материјала и других људи!
- Никада не палити више од једне петарде у исто време!
- Никада не покушавати   поново паљење петарде или ватромета који се из непознатих разлога нису активирали!
- Приликом употребе ватромета поред себе увек треба имати посуду са водом у случају избијања евентуалног пожара!
- Алкохол, психоактивне супстанце и пиротехника не иду заједно!
- Када палите петарду, повуците косу уназад и не носите широку одећу.

## Регулатива у Србији
Коришћење пиротехнике у Србији регулисано је Законом о јавном реду и миру, а грађани могу пријавити оне који бацају петарде или друге направе комуналној полицији, инспекцијским или другим органима Министарства унутрашњих послова.
За нарушавање јавног реда и мира и угрожавање сигурности грађана паљењем пиротехничких средстава прописана је казна од 50.000 до 100.000 динара или рад у јавном интересу од 40 до 120 часова.
Лицу које је три или више људи учествовало у бацању петарди и других пиротехничких средстава, прети  казна затвора од 30 до 60 дана.